# Lind (Oberviechtach, Bahnhof)

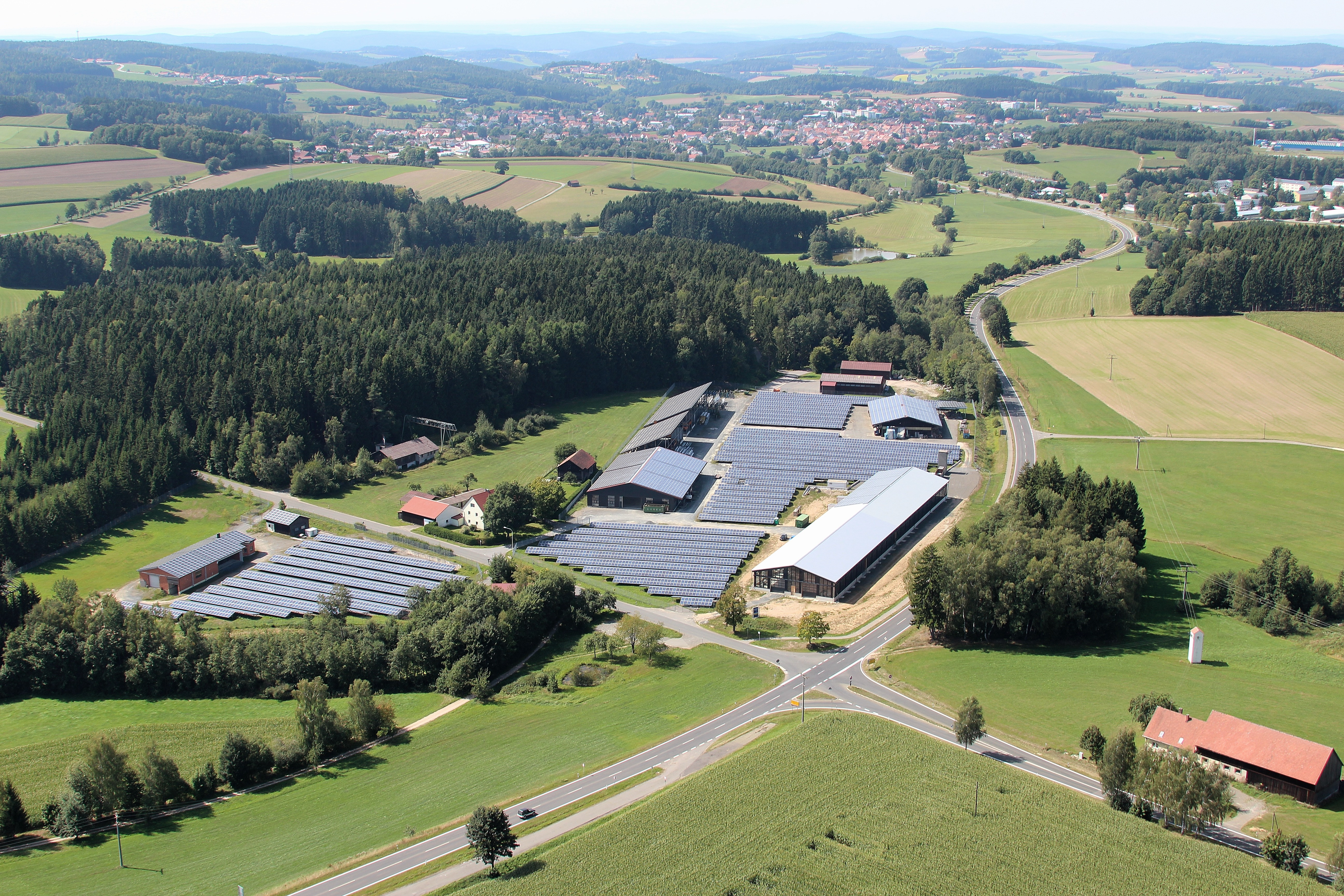
Bahnhof Lind (2017)

Lind (Bahnhof) war bis ins Jahr 2023 ein Gemeindeteil der Stadt Oberviechtach im Oberpfälzer Landkreis Schwandorf an der Position des ehemaligen Bahnhofs Lind (Oberpfalz) und liegt knapp einen Kilometer nordwestlich von dem Dorf Lind, das seit 1972 ein Gemeindeteil von Oberviechtach ist.

## Geographische Lage
Lind liegt etwa 2 km östlich von Oberviechtach an der Staatsstraße 2159 nach Gaisthal auf der Gemarkung Oberviechtach und war schon vor der Gemeindegebietsreform in Bayern ein Gemeindeteil von Oberviechtach. Der Gemeindeteil Lind (Dorf) liegt auf der Gemarkung Lind und kam durch die Eingemeindung von Lind zu Oberviechtach.
Im Siebental ungefähr 1 km westlich vom Bahnhof Lind entspringt der Steinbach, der durch Oberviechtach und das Oberviechtacher Becken fließt und 1 km südlich von Niedermurach in die Murach mündet.

## Geschichte
1895 begann der intensive Kampf von vielen Einwohnern – Unternehmern, Priestern und anderen – des Landkreises Oberviechtach um eine Eisenbahnlinie.
1904 wurde die Bahnstrecke Nabburg–Oberviechtach in Betrieb genommen.
Bis 1913 war es mit großen Anstrengungen gelungen, diese Strecke bis Schönsee zu verlängern.
Lind (Oberpfalz) war einer der Bahnhöfe an dieser Eisenbahnlinie.
1970 wurde Lind in einen unbesetzten Haltepunkt umgewandelt.
1976 wurde der Personenverkehr eingestellt, 1994 der Güterverkehr.
Anfang des 21. Jahrhunderts wurde die Eisenbahnstrecke in einen Radwanderweg umgewandelt.

## Kultur und Sehenswürdigkeiten
Am Bahnhof Lind vorbei führt ein Rad- und Wanderweg, der auf der ehemaligen Eisenbahnlinie von Schönsee nach Nabburg angelegt wurde.